# Sarcophaga bengalensis
Sarcophaga bengalensis är en tvåvingeart som beskrevs av Nandi 1992. Sarcophaga bengalensis ingår i släktet Sarcophaga och familjen köttflugor.
Artens utbredningsområde är West Bengal (Indien). Inga underarter finns listade i Catalogue of Life.